# 須崎郵便局
須崎郵便局（すさきゆうびんきょく）
- 高知県須崎市にある郵便局。本記事にて記述する。

須崎簡易郵便局（すざきかんいゆうびんきょく）
- 静岡県下田市にある簡易郵便局。局番号は23829。

須崎郵便局（すさきゆうびんきょく）は、高知県須崎市にある郵便局。民営化前の分類では集配普通郵便局であった。

## 概要
住所：〒785-8799 高知県須崎市東古市町1-4

## 沿革
- 1872年9月3日（明治5年8月1日） - 須崎郵便取扱所として開設[1]。
- 1875年（明治8年）1月1日 - 須崎郵便局（五等）となる。
- 1882年（明治15年） - 為替・貯金取扱を開始。
- 1889年（明治22年）10月16日 - 須崎郵便電信局となる。
- 1903年（明治36年）4月1日 - 通信官署官制の施行に伴い須崎郵便局となる。
- 1956年（昭和31年）10月1日 - 電話通話および和文電報受付事務の取扱を開始[2]。
- 1961年（昭和36年）4月21日 - 吾桑郵便局から集配業務を移管。
- 1998年（平成10年）9月1日 - 外国通貨の両替および旅行小切手の売買に関する業務取扱を開始。
- 2007年（平成19年）10月1日 - 民営化に伴い、併設された郵便事業須崎支店に一部業務を移管。
- 2012年（平成24年）10月1日 - 日本郵便株式会社発足に伴い、郵便事業須崎支店を須崎郵便局に統合。
- 2013年（平成25年）5月20日 - 浦ノ内郵便局から「785-01xx」区域の集配業務を移管。

## 取扱内容
- 郵便、印紙、ゆうパック、内容証明
- 貯金、為替、振替、振込、国際送金、国債、投資信託
- 生命保険、バイク自賠責保険、自動車保険、がん保険、引受条件緩和型医療保険、変額年金保険
- ゆうちょ銀行ATM（管轄はゆうちょ銀行松山支店）
- 「785-00xx」「785-01xx」区域（須崎市全域）の集配業務
- ゆうゆう窓口

## 周辺
- 須崎市立須崎小学校
- 須崎八幡宮
- 高知県道310号須崎停車場線

## アクセス
- JR土讃線 須崎駅から徒歩約10分
- 高知高陵交通 須崎局前停留所下車
- 高知自動車道 須崎東ICから南西へ約4km
- 駐車場あり：14台